# Галаніно
Гала́ніно (рос. Галанино) — присілок у складі Афанасьєвського району Кіровської області, Росія. Входить до складу Бісеровського сільського поселення.
Населення становить 5 осіб (2010, 8 у 2002).
Національний склад станом на 2002 рік — росіяни 100 %.